# Български антарктически институт
Българският антарктически институт (БАИ) е сдружение с нестопанска цел, Национален оператор на дейсността на България в Антарктика. Регистриран е с решение №14 - 840/10.11.1993 на Софийски градски съд.

## Структура
БАИ има 105 обществени и 5 колективни члена (Министерството на външните работи, Софийският университет "Св. Климент Охридски", Медицинска академия и Атлантическият клуб в България).
Председател на Управителния съвет на БАИ е проф. дн Христо Пимпирев.
Българският антарктически институт работи под егидата на Президента на Република България. БАИ е определен за Национален оператор на дейността на Република България в Антарктика с решение от 27.02.1998 г. на Министерския съвет на Република България.
От 2008 г. работи съвместно с Националния център за полярни изследвания (НЦПИ) към Софийския университет "Св. Климент Охридски"

## Експедиции
БАИ организира ежегодни Антарктически експедиции и стопанисва българската полярна база "Св. Климент Охридски" на остров Ливингстън, Южни Шетландски острови.
В експедициите участие вземат специалисти в различни области: геология, геоморфологията, геохимия, геофизика, метеорология, глациология, биология, медицина и др. Резултатите от тези научни изследвания са отпечатани в множество български и международни реномирани научни издания.
БАИ работи в сътрудничество с антарктическите програми на Испания, Великобритания, Русия, Германия, Аржентина, Бразилия, Чили, Южна Корея, Португалия и др. 
БАИ е член на COMNAP (Съвет на мениджърите на национални антарктически програми), EPB (Европейски полярен борд) и SCAR (Научен комитет за антарктически изследвания).